# Myrmarachne formicaria
Myrmarachne formicaria là một loài nhện nhảy bắt chước con kiến. Nó là một trong số ít loài thuộc chi Myrmarachne được tìm thấy bên ngoài xứ nhiệt đới. Tên loài của nó formicaria trong tiếng Latin nghĩa là "giống kiến".
M. formicaria phân bố miền Cổ bắc và đã được du nhập vào Hoa Kỳ.